# Sergius IV
Sergius IV, född Pietro Martino Boccapecora cirka 970 i Rom, död 12 maj 1012 i Rom, var påve från den 31 juli 1009 till sin död, 12 maj 1012. 

## Biografi
Sergius var son till Peter skomakare, som bodde i Roms nionde region, Pigna. Innan han blev påve var han 1004–1009 kardinalbiskop av Albano. Han säkrade stödet från Johannes Crescentius, patriciern som dominerade Rom genom att stärka partiet som gynnade germanerna. Omkring den 31 juli 1009 konsekrerades han till påve och antog påvenamnet Sergius IV; han anses därmed ibland varit den förste påve som antog ett påvenamn, men Agapetus I och Johannes II kan även betraktas som den förste i denna tradition.
Mycket litet är känt om Sergius pontifikat annat än de privilegier han utdelade. En del originalhandskrifter på papyrus finns ännu bevarade. Flera kloster frigjordes från episkopal jurisdiktion. I en bulla, vars historiska äkthet är ifrågasatt, manar han till att driva islam från Heliga landet, ett uttalande som om det är sant föranleddes av att Heliga gravens kyrka förstördes 1009 av fatimidernas kalif.
Fastän Sergius IV:s egen världsliga makt var begränsad under Crescentius, överlät många ur adeln sina landområden till hans beskydd. Han visade sig vara en stor vän av de fattiga i tider av svält. Sergius IV:s begravdes i Lateranbasilikan och en del benediktiner vördar honom som helgon.

## Bilder
| - Sergius IV:s gravmonument i San Giovanni in Laterano, ritat av Francesco Borromini. |